# حزب التجديد الديمقراطي (ساو تومي وبرينسيب)
حزب التجديد الديمقراطي (بالبرتغالية: Partido da Renovação Democrática‏) هو حزب سياسي في ساو تومي وبرينسيب. في الانتخابات التشريعية التي أجريت في 3 آذار / مارس 2002، انضم الحزب إلى تحالف أوي كداجي، الذي حصل على 16.2٪ من الأصوات الشعبية و8 مقاعد من أصل 55. فشل هذا التحالف في الفوز بمقعد في انتخابات عام 2006.
دعم الحزب باتريس تروفوادا في الانتخابات الرئاسية في 30 يوليو 2006. حصل على 38.82٪ من الأصوات، ليحتل المركز الثاني بفارق كبير عن شاغل المنصب فراديك دي مينيزيس، الذي حصل على 60.58٪ من الأصوات.